# Dean Potter

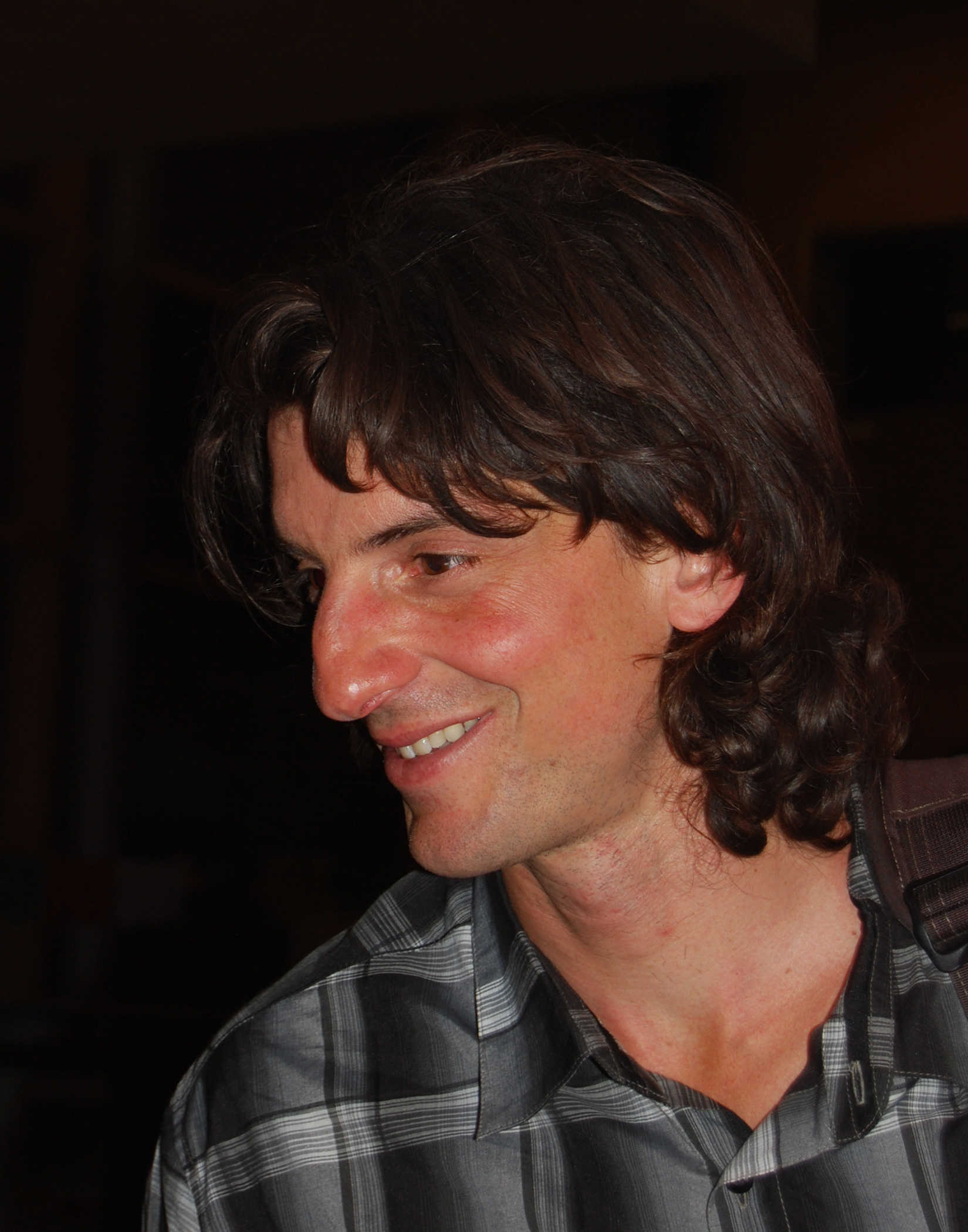
Dean Potter (2009)

Dean Spalding Potter (* 14. April 1972 in New Hampshire; † 16. Mai 2015 im Yosemite-Nationalpark, Kalifornien) war ein US-amerikanischer Kletterer und Bergsteiger sowie Base-Jumper und Highliner.

## Leben
Potter galt als Spezialist in den Disziplinen Free Solo und Speed-Climbing. In seinem Freiheitsdrang fühlte er sich durch Sicherungsmittel eingeschränkt und erfand für Big Walls die Technik des Free-Base, bei dem er alleine und ohne Seil kletterte, aber einen Fallschirm auf dem Rücken trug. Potter gab als Motivation für seinen Extremsport Erinnerungen und Prägungen aus frühester Kindheit an, die ihn sein Leben lang begleiteten: ein ständig wiederkehrender (Alb-)Traum sei der vom Fliegen gewesen; ihm wären Federn gewachsen, und er habe mit den Vögeln fliegen können. Jedes Mal endete der Traum mit dem Absturz in den Tod. „Diese Vorstellung liess ihn nicht los, er konnte ihr nicht entfliehen. Irgendwann beschloss er, sich seiner Furcht zu stellen, und erklärte sie zu seinem Lebensinhalt.“ Im Jahr 2003 gewann er den Golden Piton Award des Climber's Magazin für die beste Leistung im Bereich Klettern und den Laureus World Sports Award als Alternativsportler des Jahres 2003. Er wirkte in dem Dokumentarfilm Am Limit (2007) mit.
Er schaffte die längste Dauer eines Base-Wingsuit-Flugs: In 2 Minuten 50 Sekunden flog er in der Schweiz, abgesprungen vom Eiger, fast 6,5 km weit. Im Mai 2015 stellte Potter einen Speed-Rekord für die Besteigung des Half Domes, einem der Wahrzeichen des Yosemite-Nationalparks, auf.
Am 16. Mai 2015 verunglückte Dean Potter – gemeinsam mit Graham Hunt – bei einem Base-Jump mit Wingsuits vom 2300 m hohen sogenannten Taft Point im Yosemite-Nationalpark tödlich. Beide hatten offenbar versucht, mit ihren Wingsuits durch eine Felslücke zu fliegen. Dabei prallten sie nacheinander gegen Felsen. Beim Unfall blieben die Schirme ungeöffnet. Die Auswertung einer GoPro-Kamera, die den Absturz unbeschadet überstand, ergab, dass Hunt die Lücke verfehlte und gegen den Fels prallte. Potter versuchte auszuweichen, gelangte noch durch die Lücke, verlor bei dem Manöver aber an Höhe und schlug am Boden auf. Beide waren aufgrund der Geschwindigkeit sofort tot.
Potter war von 2002 bis 2010 mit der Bergsteigerin Steph Davis verheiratet; die Ehe blieb kinderlos. Er lebte zuletzt mit seiner Lebensgefährtin Jennifer Rapp und deren drei Kindern zusammen.

## Kontroversen
„Potter war ein Freigeist, und das so konsequent, dass ihn sein starker Freiheitsdrang immer wieder in Schwierigkeiten brachte“. „Er übertrat Regeln, machte seine eigenen Regeln“ und polarisierte in seinem „Streben nach bedingungsloser Unabhängigkeit“.  Kontroversen begleiteten sein Sportlerleben. Dies lag nicht nur an seinen immer waghalsigeren Aktionen, sondern gründete auch in der Art, wie er damit an die Öffentlichkeit trat.
Im Jahr 2006 hatte Potter im Arches-Nationalpark den als Symbol des Staates Utah dienenden Steinbogen Delicate Arch in Begleitung eines Kameramannes erklettert. Obwohl es in der Parkordnung „eigentlich nicht verboten“ war, bestand in der Szene ein ungeschriebenes Gesetz, den fragilen Steinbogen zu meiden. Potter wurde für seine Begehung nicht nur aus den Reihen der Kletterer stark kritisiert, seine Aktion führte auch zu einer Änderung der Parkordnung. Potter sah zunächst keinen Grund, sich zu entschuldigen, da er kein Gesetz gebrochen habe. Die anhaltende Kritik führte aber letztlich dazu, dass Potter und sein langjähriger Hauptsponsor Patagonia, der die Meldung der Begehung an die Medien weitergab, ohne um deren Fragwürdigkeit zu wissen, eine öffentliche Erklärung abgaben. Patagonia entzog Potter und seiner damaligen Frau Stephanie Davis im Jahr 2007 die finanzielle Unterstützung.
Im Jahr 2014 verlor Potter erneut einen langjährigen Sponsor. Das Unternehmen Clif Bar & Company, ein US-amerikanischer Hersteller von Sportlernahrung, kündigte Potter, Alex Honnold und drei weiteren Extremsportlern nach mehrjähriger Partnerschaft die finanzielle Unterstützung. Clif Bar trat aber kurz zuvor noch als Hauptsponsor des Dokumentarfilms Valley Uprising auf, der die Geschichte des Sportkletterns im Yosemite Valley zeigt und Potter als Ausgangspunkt und Inspirationsquelle für die Klettergeneration der selbsternannten „Stonemonkeys“ hervorhebt. Das Unternehmen bewarb und unterstützte die Veröffentlichung des Dokumentarfilms auch nach Beendigung der Sponsorenschaft. Potter zeigte sich irritiert, dass das Unternehmen auf der einen Seite seine und Honnolds Kletterszenen als Marketinginstrument nutzt, sie aber anschließend „feuert“. Das Unternehmen nahm auf Grund der darauffolgenden „hitzigen Debatte“ in der US-amerikanischen Kletterszene in einem offenen Brief Stellung zu seiner Entscheidung und erklärte, dass es „bereits vor über einem Jahr“ mit der unternehmensinternen Diskussion begonnen hätte, sich aus der Sponsorenschaft von Sportlern, die für Free Solo, Base-Jumping und Highlining bekannt sind, zurückzuziehen. Diese würden bei ihrem Tun lebensgefährliche Grenzen überschreiten, was das Unternehmen nicht länger befürworten könne.
Während eines Aufenthalts Potters in Grindelwald im Sommer 2013 entstand der 22-minütige Kurzfilm When Dogs Fly. Der Film zeigt Potter zusammen mit seinem Hund Whisper, einem Australian Cattle Dog, zu dem Potter eine besondere Beziehung hatte, beim Aufstieg zum Mushroom, einem zwölf Meter hohen Felsturm vor dem Westgrat der Eiger-Nordwand, sowie den anschließenden Base-Jump. Potter trägt einen Wingsuit, der Hund ist in einem Rucksack auf Potters Rücken geschnallt. Der Film wurde nach der Veröffentlichung in den US-amerikanischen Medien positiv besprochen, aber auch – vor allem in den sozialen Medien – kritisiert. Potter wurde verantwortungsloses Handeln und Tierquälerei vorgeworfen. Potter nahm in der US-amerikanischen Zeitschrift Rock and Ice zu den Vorwürfen Stellung. Den Film schauten sich Millionen Menschen im Internet an.
Base-Jumping ist im gesamten Yosemite-Nationalpark verboten, da die US-amerikanische Bundesrichtlinie 36 CFR 2.17 den Einsatz von Fallschirmen, Helikoptern und anderen Flugmitteln in allen Nationalparks nur in Notfällen erlaubt. „Potter bekämpfte und ignorierte“ dieses Verbot seit Jahren, fasste der Pulitzerpreisträger John Branch Potters Haltung zu diesem Gesetz zusammen. Branch stand mit Potter auf Grund dessen langjährigen Kampfes für die Legalisierung des Base-Jumpings im Yosemite Valley in Kontakt. Potter begründete sein Tun öffentlich damit, dass er nicht einsehe, in seiner Heimat für etwas kriminalisiert zu werden, was in anderen Ländern legal sei und der Umwelt keinen Schaden zufüge. Die Parkbehörde, für die Potter fünf Jahre als Bergretter arbeitete, wusste demgemäß von seinen regelmäßigen Base-Jumps. Der Leiter des Yosemite-Nationalparks, Gauthier, bemerkte dazu, es sei klar gewesen, dass Potter seinen Überzeugungen und seinem Herzen ohne Rücksicht auf persönliche oder berufliche Konsequenzen folge. „Wie viel Respekt sich Dean Potter trotzdem auch bei den Parkbehörden über die Jahre erarbeitet hat“, wurde durch deren Stellungnahmen zu seinem Tod deutlich. Der Parksprecher äußerte, Potter liebte den Nationalpark und alles, wofür dieser stehe, sein Tod sei „ein großer Verlust“. Der Parkleiter bezeichnete Potter als „herausragende Persönlichkeit“. Base-Jumper sehen das Verbot von Base-Jumps im Nationalpark als Beitrag zu dem tödlichen Absturz: Um der Aufsicht der Parkranger zu entgehen, erfolgen die meisten Sprünge bei sehr ungünstigen Lichtverhältnissen am sehr frühen Morgen oder abends kurz vor Einbruch der Dunkelheit. Dieser Sachverhalt wurde von anderen Extremsportlern bereits vor dem Abschluss der offiziellen Untersuchung als Mitursache des Unglücks hervorgehoben.

## Leistungen (Auswahl)
- 1998: Speedrekord an der Regular Northwest Face (VI 5.12), Half Dome, Yosemite-Nationalpark in 4:17.[52]
- 1998: Speedrekord an der Direct Northwest Face (VI 5.14a), Half Dome, Yosemite-Nationalpark mit Jose Pereyra in 8:20.[53]
- 1998: Speedrekord am Mescalito (A3 5.8), Südostwand El Capitan, Yosemite-Nationalpark mit Jose Pereyra und Russ Mitrovitch in 23:28.[54] (Erste Begehung an einem Tag.)
- 1998: Speedbegehung der Salathé Wall (VI 5.13b) Südwestwand El Capitan, Yosemite-Nationalpark mit Jose Pereyra in 7:33.[55]
- 1998: Speedrekord an der Lurking Fear (VI 5.13), Südwestwand El Capitan, Yosemite-Nationalpark mit Jose Pereyra in 7:15.[56]
- 1999: Erste Speedbegehung zweier Bigwalls im Yosemite-Nationalpark an einem Tag; Half Dome, Regular Northwest Face (VI 5.12) und El Capitan, Freerider (VI 5.12d) in 23 Stunden.[57]
- 2000: Zweite Free-Solo-Begehung von Astroman (V 5.11c), Ostwand Washington Column, Yosemite-Nationalpark.[58]
- 2000: Free Solo-Begehung der Blind Faith (IV 5.11d), The Rostrum, Yosemite-Nationalpark.[59]
- 2000: Free Solo-Begehung der Regular North Face (IV 5.11d), The Rostrum, Yosemite-Nationalpark.[59]
- 2001: Erster Begehung der Yosemite Triple Crown mit Timmy O’Neil, das heißt der Aneinanderreihung dreier Bigwalls im Yosemite-Nationalpark an einem Tag; Half Dome, Regular NW-Face (VI 5.9 A1), Mount Watkins, South Face (VI 5.9 A3) und El Capitan, The Nose (VI 5.9 A2) in 23:45.[60]
- 2001: Speedrekord an der Nose (VI 5.11 A3), El Capitan, Yosemite-Nationalpark mit Timmy O’Neill in 3:59,35.[61]
- 2001: Eröffnung der Potter-Davis Route (V 5.11 C1 WI4), Nordwand Poincenot, Patagonien mit Steph Davis.[62]
- 2001: Speedrekord an der Nose (VI 5.11 A3), El Capitan, Yosemite-Nationalpark mit Timmy O’Neill in 3:24,20.[61]
- 2002: Erste Solobegehung der Supercanaleta (TD+ 5.10 90°) am Fitz Roy, Patagonien in 6:30.[63]
- 2002: Solobegehung der Kompressorroute (VI 5.10c A2 70°) am Cerro Torre, Patagonien in 11 Stunden vom Gletscher.[64]
- 2002: Eröffnung der Route California Roulette (VI 5.10+ W15), Westwand Fitz Roy, Patagonien in 9:50.[45]
- 2002: Erste Rotpunkt-Begehung zweier Bigwalls im Yosemite-Nationalpark an einem Tag; Half Dome, Regular Northwest Face (VI 5.12) und El Capitan, Freerider (VI 5.12d) in 23:23.[65] (Potter erhielt dafür[66] im Jahr 2003 den Laureus World Sports Awards in der Kategorie Alternativ-Sportler des Jahres.)
- 2002: Rotpunkt-Begehung von The Epitaph (5.13b), Tombstone, Utah mit Steph Davis. (Für diese Leistung erhielten Potter und Davis im Jahr 2003 den Golden Piton Award in der Kategorie Rissklettern.)[67]
- 2003: Rotpunkt-Begehung von Conception (5.13a), Canyon Day, Utah.[68]
- 2004: Erste Rotpunkt-Begehung der Silent Line (5.10 C1), Ribbon Falls, Yosemite-Nationalpark.[69]
- 2005: Zweite Begehung der Route Titanic (ED 6+ A2 90°) auf den Torre Egger, Patagonien mit Steph Davis.
- 2006: Erste Free-Solo-Begehung von Dog’s Roof (5.12b), Yosemite-Nationalpark.[70]
- 2006: Erste Free-Solo-Begehung von Heaven (5.12d/13a), Yosemite-Nationalpark.[71]
- 2006: Dritte Free-Solo-Begehung von Separate Reality (5.11d), Yosemite-Nationalpark.[70]
- 2006: Zweite Begehung der Southern Belle (V 5.12d), Südwand Half Dome, Yosemite-Nationalpark mit Leo Houlding.[72]
- 2006: Erkletterung des Delicate Archs im Arches-Nationalpark, Utah.
- 2006: Speedrekord an der Reticent Wall (VI 5.7 A5), El Capitan, Yosemite-Nationalpark mit Ammon McNeely und Ivo Ninovin in 34:57.[73]
- 2006: Eröffnung der Route The long run (6c / A1 / M7), Patagonien mit Marko Prezelj und Stephen Koch.[74]
- 2008: Erste Free-Base-Begehung von Deep Blue Sea (5.12+), Eiger-Nordwand.[75]
- 2008: Erste Free-Base-Begehung von Alien Roof (5.12b), The Rostrum, Yosemite-Nationalpark.[76]
- 2009: Base-Jump vom Eiger.[77]
- 2010: Speedrekord an der Nose (VI 5.11 A3), El Capitan, Yosemite-Nationalpark mit Sean Leary in 2:36,45.[61]
- 2015: Traillauf-Rekord Half Dome FKT, Yosemite Valley in 2:17,52.[78][79]